# Código de edificación
El código de edificación es el conjunto de normativas de un estado, país o ente supranacional que regulan los mínimos de seguridad y calidad para la construcción de edificios en general o cualquier estructura artificial, inclusive especialmente las viviendas. Los códigos de edificación se dividen en función de su objetivo: regular la seguridad estructural, regular el confort y bienestar de los usuarios (aislamiento acústico, calefacción) y regular los requisitos mínimos de seguridad que debe disponer una construcción (seguridad ante incendio o terremotos).
Cada país adopta su propio código de construcción y, en algunos casos, organismos supranacionales establecen, como las Directivas en la Unión Europea. El código de construcción se convierte en ley de una jurisdicción en particular cuando promulga formalmente por la autoridad gubernamental o privada correspondiente.
Los códigos de edificación generalmente se redactan con la intención de que sean aplicados por arquitectos, ingenieros y maestros mayores de obra. En el Reino Unido, el código de edificación lo aplican inspectores aprobados por el gobierno. En general también lo hacen los inspectores de seguridad, los expertos medioambientales, los contratistas de obras, los ingenieros de la industria auxiliar de la construcción, los tasadores o cualquier especialista que tenga que valorar alguna cualidad de la construcción del edificio.
El éxito que tuvieron los códigos de edificación hizo que se ampliará la normativa para más aspectos constructivos, como la construcción de aceras, señales, paseos, aparcamientos o antenas de radio y televisión.

## Historia

### Antigüedad
Los códigos de construcción tienen una larga historia. El primer código de construcción escrito que se conoce está incluido en el Código de Hammurabi, que data de alrededor de 1772 a. C..
El libro de Deuteronomio de la Biblia hebrea estipulaba que se debían construir parapetos en todas las casas para evitar que la gente se cayera.
En el libro de ritos chino se menciona que los templos ancestrales y las casas deben tener una cierta longitud estándar. En la antigua China medían la tierra en el chu o sistema de campo de pozos, así que era importante ser preciso, aunque la mayoría de las longitudes reales se pierden o son poco claras.
En el antiguo Japón, cierto funcionario destruyó la casa de un cortesano porque el tamaño estaba por encima de su rango.

### Época moderna

#### Francia
En París, bajo la reconstrucción de gran parte de la ciudad bajo el Segundo Imperio (1852-70), se levantaron grandes bloques de apartamentos y la altura de los edificios se limitó por ley a cinco o seis pisos como máximo.

#### Reino Unido
Tras el Gran Incendio de Londres de 1666, que había podido propagarse tan rápidamente a través de las viviendas de madera densamente construidas de la ciudad, se aprobó ese mismo año la Ley de Reconstrucción de Londres como la primera regulación significativa de la construcción. Redactada por Sir Matthew Hale, la Ley regulaba la reconstrucción de la ciudad, exigía que las viviendas tuvieran cierta capacidad de resistencia al fuego y autorizaba a la Corporación de la City of London a reabrir y ensanchar las calles. Las Leyes de Indias fueron aprobadas en la década de 1680 por el Corona española para regular el urbanismo de las colonias en todas las posesiones imperiales de España en el mundo.
La primera norma de construcción nacional sistemática se estableció con la London Building Act de 1844. Entre las disposiciones, se exigía a los constructores que avisaran al topógrafo del distrito con dos días de antelación antes de construir, se establecían normas sobre el grosor de las paredes, la altura de las habitaciones, los materiales utilizados en las reparaciones, la división de los edificios existentes y la colocación y el diseño de chimeneas, hogares y drenajes, y las calles debían construirse según unos requisitos mínimos.
Se creó la Oficina Metropolitana de Edificaciones para regular la construcción y el uso de los edificios en todo Londres. Los agrimensores estaban facultados para hacer cumplir las normas de edificación, que pretendían mejorar el nivel de las viviendas y los locales comerciales, y para regular las actividades que pudieran poner en peligro la salud pública. En 1855, los bienes, poderes y responsabilidades de la oficina pasaron al Consejo Metropolitano de Obras.

#### Estados Unidos
La ciudad de Baltimore aprobó su primer código de edificación en 1891. El Gran incendio de Baltimore se produjo en febrero de 1904. Posteriormente se introdujeron cambios equiparables a los de otras ciudades. En 1904, se publicó un Manual de las leyes de construcción de la ciudad de Baltimore. Sirvió como código de edificación durante cuatro años. Muy pronto, se redactó un código de construcción formal que se adoptó finalmente en 1908.
El fallo estructural del tanque que provocó la Gran inundación de melaza de 1919 hizo que el Departamento de Construcción de Boston exigiera que se archivaran y firmaran los cálculos de ingeniería y arquitectura. Las ciudades y los estados de EE. UU. pronto empezaron a exigir la firma de ingenieros profesionales registrados para los planos de los edificios más importantes.

## Tipos de códigos de edificación

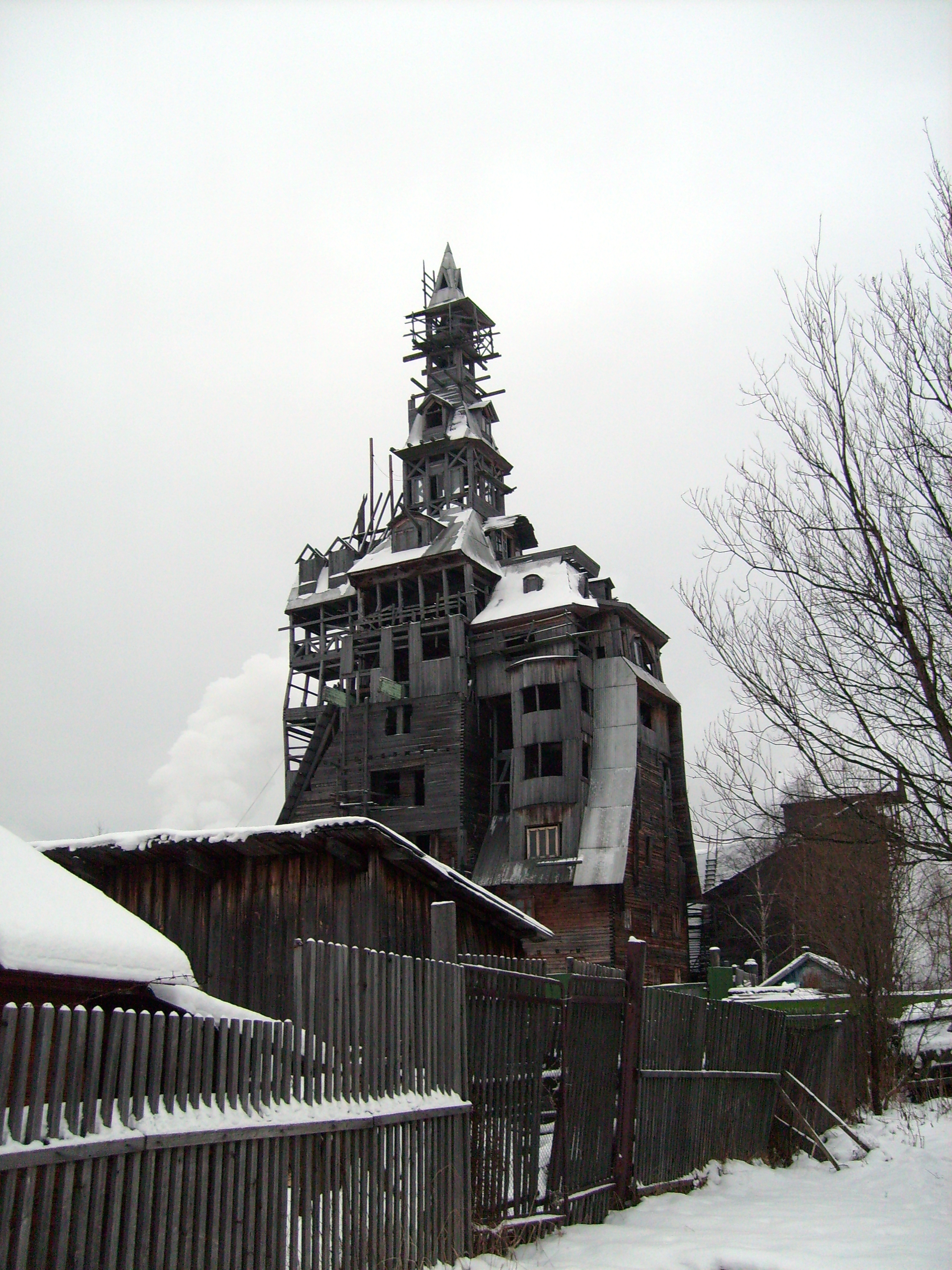
Torre Sutyagin - fue construida como el edificio más alto en madera de Rusia, pero debido a que violaba los códigos de edificación relativos al fuego tuvo que ser demolida.

La práctica de desarrollar, aprobar y mantener los códigos de edificación varía considerablemente entre naciones. En algunos países los códigos de edificación son desarrollados por agencias gubernamentales o cuasi-gubernamentales como organizaciones de estandarizado, y finalmente promulgados por el gobierno central del país. Tales códigos son conocidos como los códigos de edificación nacionales, ya que su aplicación se extiende a toda la nación.
Dependiendo del país, el poder de regular sobre la construcción contra el fuego o sobre las instalaciones sanitarias puede estar cedido a las autoridades locales, que publican un código modelo. Estos códigos no tienen estatus legal hasta que la autoridad local lo aprueba y lo impone en las ordenanzas. En España el Código Técnico de la Edificación (CTE)  es el marco normativo que establece las exigencias que deben cumplir los edificios en relación con los requisitos básicos de seguridad y habitabilidad establecidos en la Ley 38/1999 de 5 de noviembre, de Ordenación de Ordenación de la Edificación (LOE).  En Cataluña se exige que la vivienda cumplan unos requisitos ambientales que no se aplican en otras comunidades autónomas. En Estados Unidos cada ciudad importante tenía su propio código técnico, como el caso de Nueva York, aunque con el tiempo, al hacerse más complejos los códigos técnicos se tiende a usar el estandarizado. Nueva York en 2008 abandonó su código 1968 New York City Building Code en favor de adoptar una versión del Código Internacional de Edificación
En Europa, la Unión Europea ha establecido el uso de los Eurocódigos que son los códigos usados en el seno de la Unión Europea. Cada país ha creado su propio código de la edificación en función de estos eurocódigos. Lo más interesante en los nuevos códigos de edificación europeos es que son de la forma Código basado en prestaciones, es decir, se exige a la edificación que cumpla unas prestaciones, unos requisitos mínimos, sin importar el material o las técnicas usadas.
De la misma forma en India, donde cada municipio y ciudad ha desarrollado su propio código que regula su jurisdicción, que es obligatorio para toda construcción dentro de su jurisdicción. Todos estos códigos de construcción locales son variantes de un Código Nacional de Construcción, que sirve como código modelo que demuestra las pautas para regular la actividad de construcción de edificios. Todos estos códigos están basados en el modelo nacional.
| Estado           | Abreviatura | Nombre del código                           | Existente en español |
| ---------------- | ----------- | ------------------------------------------- | -------------------- |
| España           | CTE         | Código Técnico de la Edificación            | Sí                   |
| México           | CEV         | Código de Edificación de Vivienda           | Sí                   |
| Unión Europea    | EC          | Eurocódigos                                 | Sí                   |
| Francia          | -           | Code de la construction et de l'habitation  |                      |
| Estados Unidos   | IBC         | International Building Code                 |                      |
| Canadá           | NBCC        | National Building Code of Canada            |                      |
| Escocia          | -           | Building Act 2003                           |                      |
| Inglaterra Gales | -           | Building Act 1984 (ampliada en 2004 y 2006) |                      |

También se conocen normas sismorresistentes, código de cumplimiento obligado u opcional que trata sobre la prevención y el cálculo de acciones sísmicas; por ejemplo en España
la Norma de Construcción Sismorresistente.

## Ámbito - temas
El propósito de los códigos de construcción es proporcionar normas mínimas para la seguridad, la salud y el bienestar general, incluyendo la integridad estructural, la integridad mecánica (incluyendo el saneamiento, suministro de agua, luz y ventilación), medios de salida, prevención y control de incendios, y la conservación de energía.
Los códigos de construcción suelen incluir:
- Normas sobre estructura, ubicación, tamaño, uso, ensamblaje de paredes, tamaño/ubicación de ventanales, normas de evacuación, tamaño/ubicación de habitaciones, cimientos, ensamblaje de suelos, estructura/ensamblaje de tejados, eficiencia energética, escaleras y pasillos, mecánica, electricidad, fontanería, drenaje y almacenamiento, electrodomésticos, iluminación, normas de instalaciones, normas de ocupación y normas sobre piscinas.
- Normas relativas al impacto del aparcamiento y el tráfico.
- Normas del código de incendios para minimizar el riesgo de incendio y garantizar una evacuación segura en caso de emergencia
- Requisitos de resistencia a terremotos (código sísmico), huracanes, inundaciones y tsunamis, especialmente en zonas propensas a catástrofes o para edificios muy grandes en los que un fallo sería catastrófico
- Requisitos para usos específicos del edificio (por ejemplo, almacenamiento de sustancias inflamables o alojamiento de un gran número de personas).
- Disposiciones y consumo de energía
- Cláusula de derechos adquiridos: A menos que se renueve el edificio, el código de edificación no suele aplicarse a los edificios existentes.
- Especificaciones de los componentes
- Metodologías de instalación permitidas
- Alturas mínimas y máximas de los techos de las habitaciones, tamaños y ubicación de las salidas.
- Cualificación de las personas o empresas que realizan el trabajo.
- Para estructuras altas, señalización anti-colisión para aeronaves

Los códigos de edificación suelen ser independientes de las ordenanzas de zonificación, pero las restricciones exteriores (como los retranqueos) pueden entrar en cualquiera de las dos categorías.
Los diseñadores utilizan las normas de los códigos de construcción de los libros de referencia durante el diseño. Los departamentos de edificación revisan los planos que se les presentan antes de la construcción, expiden los permisos (o no) y los inspectores comprueban el cumplimiento de estas normas en la obra durante la construcción.
A menudo existen códigos adicionales o secciones del mismo código de edificación con requisitos más específicos que se aplican a viviendas o locales comerciales y objetos de construcción especiales como marquesinas, señales, pasarelas peatonales, aparcamientos y antenas de radio y televisión.

## Códigos de energía

### Códigos de energía actuales en los Estados Unidos
Los códigos de energía de los Estados Unidos se adoptan a nivel estatal y municipal y se basan en el Código Internacional de Conservación de Energía (IECC). Anteriormente, se basaban en el Código Modelo de Energía (MEC).
A partir de marzo de 2017, los siguientes códigos residenciales han sido adoptados parcial o totalmente por los estados:
- 2015 IECC o equivalente (California, Illinois, Maryland, Massachusetts, Míchigan, Pensilvania, Nueva Jersey, Nueva York, Vermont, Washington)
- 2012 IECC o equivalente (Alabama, Connecticut, Delaware, Distrito de Columbia, Florida, Iowa, Minnesota, Nevada, Rhode Island, Texas)
- 2009 IECC o equivalente (Arkansas, Georgia, Idaho, Indiana, Kentucky, Luisiana, Montana, Nebraska, New Hampshire, Nuevo México, North Carolina, Ohio, Oklahoma, Oregón, South Carolina, Tennessee, Virginia, West Virginia, Wisconsin)
- 2006 IECC o equivalente (Utah)
- <2006 IECC o ningún código estatal (Alaska, Arizona, Colorado, Kansas, Maine, Misisipi, Misuri, North Dakota, South Dakota, Wyoming)